# یوسیپ مانولیچ
یوسیپ مانولیچ (انگلیسی: Josip Manolić؛ زادهٔ ۲۲ مارس ۱۹۲۰ – درگذشتهٔ ۱۵ آوریل ۲۰۲۴) یک سیاست‌مدار اهل کرواسی بود. مانولیچ در ۲۲ مارس ۲۰۲۰، ۱۰۰ ساله شد.
یوسیپ مانولیچ در ۱۵ آوریل ۲۰۲۴، سه هفته بعد از تولد ۱۰۴ سالگی‌اش درگذشت.